# Octosporella jungermanniarum
Octosporella jungermanniarum är en svampart som först beskrevs av P. Crouan & H. Crouan, och fick sitt nu gällande namn av Döbbeler 1980. Octosporella jungermanniarum ingår i släktet Octosporella och familjen Pyronemataceae.   Inga underarter finns listade i Catalogue of Life.